# Club Atlético Progreso
El Club Atlético Progreso es un club de fútbol uruguayo del barrio de La Teja, en la ciudad de Montevideo. Fue fundado en 1917 y actualmente participa en la Primera División de Uruguay. Oficia de local en el Estadio Abraham Paladino.
Su máximo logro deportivo fue en la temporada de 1989, en la que Progreso terminó primero y obtuvo el Campeonato Uruguayo Especial, ya que fue el único campeonato disputado a una rueda. En la ocasión, donde aún el ganador sumaba de a 2 puntos, le sacó 5 de diferencias a los escoltas que fueron Nacional y Peñarol. También obtuvo el Torneo Competencia de Primera División en 1985 y varios títulos en las divisional B y C. 
A nivel internacional, Progreso cuenta con tres participaciones en el máximo torneo continental, la Copa Libertadores, en los años 1987, 1990 y 2020. En una de ellas, la de 1990, ganó su grupo en la fase inicial y cayó luego ante Barcelona de Guayaquil, a la postre vicecampeón del torneo.

## Historia
Progreso nace en el conventillo Balaro en 1914, fundado entre otros por integrantes del sindicato de picapedreros, donde radicaban varios integrantes de la corriente anarquista. La elección del nombre Progreso, tiene varias vertientes, una por la calle Progreso que sería hoy la continuación de Leonardo Olivera cruzando Carlos María Ramírez, otra porque el concepto de Progreso estaba muy presente en la época en el glosario de los anarquistas y querían volcar su entusiasmo en la creación del club aflorándolo con este deseo de Progreso. Con motivo de su origen anarquista, Progreso vestía los colores negros con vivos blancos en su casaca. Años después, su camiseta pasó a ser blanca, con detalles en negro.
De 1914 hasta 1917 Progreso se afilia a la Liga Nacional de Fútbol, ejerciendo la conducción del club, entre otros, José Vázquez (abuelo del expresidente Tabaré Vázquez). El 30 de abril de 1917, se funda oficialmente el «Club Atlético Progreso», bajo la presidencia del maestro Héctor Verdesio, y se comienzan los trámites para incursionar en la Asociación Uruguaya de Fútbol.
Progreso ingresó a la A.U.F. y debutó en 1918, en la Divisional Tercera Extra. Disputó el torneo con una camiseta blanca con detalles rojos. El primer partido que Progreso juega en la divisional fue el 26 de mayo de 1918 en la cancha del club Manchester, ante el club Maroñas. Progreso venció por 2 a 0. Mientras tanto, el primer partido que Progreso juega en La Teja fue el 7 de julio de 1918, ganándole 3 a 2 al Club Constitución.
En ese momento el escenario de Progreso, estaba ubicado donde hoy esta la Escuela 170 (Escuela A.N.C.A.P.) y ese cancha era conocida popularmente como "Parque de las Arenas", por su suelo arenoso. Lo anecdótico es que los vestuarios estaban a unas siete cuadras enfrente adónde hoy está el Parque Paladino. Otra anécdota del primer año de Progreso en la Asociación, sucedió el 3 de noviembre de 1918, cuando Progreso pierde los puntos en juego por invasión de sus parciales en el partido contra el Club Lito, el cual terminó empatado 0 a 0.
Los primeros jugadores de Progreso en la A.U.F. fueron: Alberto Rodríguez, Humberto Rosas, Pedro Chiappe, Cirilo Moratorio, Leonardo Cidrás, Máximo Salazar, José Vázquez, Manuel Casal, Augusto Navarro, Julio Salaverría, Manuel Fontán, Gerardo Chalá, Julio Millán, Joaquín Carballo, Francisco Olariaga, Francisco Chiappe, Miguel Rosa (Capitán), Víctor Vázquez, Nemesio Martínez, Juan Rodríguez, Miguel Soria, Eugenio Sandres, Manuel Pérez, Gabriel Chalá, Héctor Verdesio, Ricardo Díaz y Enrique Gorsetti.
En el año 1926 se termina de firmar la documentación por la cual los terrenos delimitados por las calles Emilio Romero y Concordia (propiedad de la Administración Nacional de Puertos) serían concedidos a Progreso. Varios años después de su debut, en la temporada 1927, Progreso comienza a jugar con su tradicional casaca: la camiseta amarilla y roja a franjas (la cual se considera que proviene de la bandera de Cataluña).

### Incursión en el Profesionalismo
Hacia 1932 y ya con la vuelta a una sola asociación, se crea el profesionalismo en el fútbol uruguayo; y Progreso tenía dos caminos: la fusión con otra institución o la inversión del escaso capital del club en sus instalaciones. Dos dirigentes en especial Pedro y Pacheco Navarro trabajadores de la empresa Campomar, se reúnen con el dueño de dicha empresa el cual dona el alambrado para el predio de juego, el cual inmediatamente se bautiza como Parque Miguel Campomar en reconocimiento al empresario.
Llegado el año 1938 los gauchos del Pantanoso se coronaron campeones de la Divisional Intermedia, aunque luego caerían ante Liverpool (equipo profesional) en el repechaje para llegar a Primera. Al año entrante nuevamente Progreso se coronaba campeón de intermedia en final ganada al club Cerro, pero luego los gauchos caerían nuevamente en el repechaje, esta vez con Bella Vista.
En 1942 Progreso, junto con otros clubes, integra la primera edición de la Primera División "B", donde posteriormente el Gaucho saldría campeón en 1945 bajo la presidencia de Juan A. Giribaldi y alcanzaría el sueño de jugar en Primera. En 1946, Progreso debuta en la "A" ganándole 3 a 2 a Liverpool por el Torneo Competencia, pero luego en el campeonato Uruguayo no logra mantener la categoría, descendiendo ese mismo año.
1946 marca el inicio de la actividad de las divisiones juveniles, las cuales se formarían con jugadores de los clubes del barrio sobre todos de aquellos que estaban sobre lo que hoy se conoce como barrio "La Isla", en aquel momento Jardines de La Teja.

### 1947-1978: Animador de la "B" y títulos de Intermedia
En 1947 Progreso regresa a la "B" y compite en esa divisional durante 9 ediciones hasta descender en 1955 a la Intermedia, pero regresa rápidamente al obtener el campeonato de 1956 en dicha divisional, en final jugada en la cancha del Club Tellier. Desciende en 1962, pero nuevamente milita un solo año en Intermedia al obtener el título de 1963. Sucede exactamente lo mismo en el descenso de 1974 y retorno inmediato en 1975. En 1976 vuelve a descender y esta vez necesitó 2 temporadas para poder regresar, obteniendo el título de 1978. Sumando los campeonatos de 1938 y 1939 (cuando la Intermedia era la segunda categoría) era la sexta vez que Progreso obtenía el título de campeón de Intermedia (estos 2 últimos como Primera División "C").
Entre tantos subibajas deportivos, en 1969 logra la compra del Cine Miramar y el Café La Perla, donde hoy se ubica la sede social, cantina y centro cultural del club.

### 1979-1995: época dorada, y campeón uruguayo
El año 1979 marca un cambio importante en Progreso, asume como presidente el Dr. Tabaré Vázquez, y ese mismo año Progreso sale campeón en finales ante Miramar, llevando en la segunda final más de 11000 personas al Estadio Centenario y realiza un festejo popular por todo Montevideo, en tiempos de gobierno militar. Progreso retornaba a Primera después de 33 años de ausencia, y a partir de ese año empieza la mejor época de su historia: además del ascenso a Primera por segunda vez, el equipo logrará mantenerse en la "A" durante 16 temporadas consecutivas, jugar Copa Libertadores y ser campeón uruguayo.
En 1981 se remodela el Parque Paladino, de forma que sea un estadio apto para recibir a Peñarol y Nacional. En 1983 comienza a funcionar el comedor infantil con el inmenso valor de Doña Ramona Villar.
En 1985 Progreso obtiene su primer trofeo en la máxima categoría: se corona campeón del Torneo Competencia de la mano de Roberto Fleitas derrotando a los 2 grandes en el campeonato. En 1986 Progreso clasifica a la Liguilla Pre-Libertadores y al finalizar en segunda posición (detrás del campeón uruguayo Peñarol) eso le permitió clasificar para participar por primera vez en la Copa Libertadores de 1987. En la Libertadores Progreso queda tercero en su grupo, detrás de Peñarol y el peruano Alianza Lima, pero por encima del también peruano San Agustín. Ese mismo año es subcampeón del torneo Competencia, un punto por debajo de Wanderers.
En 1989 llega el punto más alto: Progreso sale campeón de primera división, bajo la presidencia del Dr. Tabaré Vázquez y el interinato de Nelson Hermida, la conducción técnica de Saúl Rivero y con jugadores de la talla de Leonardo Ramos, Leonel Rocco, Pedro Pedrucci, Johnny Miqueiro (goleador del torneo), Próspero y Víctor Silva, Eduardo "Bemba" Acosta, Luis Berger, William Gutiérrez, entre otros. El Uruguayo de 1989 se disputó a una única rueda por razones de calendario, y el conjunto gaucho fue un amplio vencedor con una gran campaña: 9 victorias, 2 empates y 1 derrota; superando por 5 puntos de diferencia a sus seguidores (los dos "grandes"). El segundo puesto en la Liguilla de ese año (detrás de Defensor Sporting) le permitió competir en la Libertadores por segunda vez, y además fue la primera vez (y única hasta ahora) que los dos clubes "grandes" del país quedaron fuera de la competición.
En la Libertadores 1990 Progreso fue el primero del grupo 4, integrado por cuadros uruguayos y venezolanos, lo que le permitió avanzar a octavos de final, donde fue superado por el conjunto ecuatoriano de  Barcelona de Guayaquil. Durante la década de 1990 a Progreso le costó repetir los éxitos (el quinto puesto en 1993 fue lo más destacable) y terminó descendiendo en 1995, cortando así el ciclo más exitoso de su historia.

### SigloXXI: entre Segunda y volver a la élite
Desde el retorno a Segunda División en 1996, Progreso siempre estuvo cerca de lograr el ascenso, hasta que en el 2001 lo logró por ser el equipo ganador de la Tabla Anual. Progreso solo disputaría el 2002 en primera división, a pesar de que contradictoriamente fue el campeón del Torneo Permanencia (el puntaje acumulado del año fue la razón para el descenso).
En el 2006, Progreso vuelve a aprovechar un torneo especial de una sola ronda (como en 1989) obteniendo el campeonato de Segunda y regresando a la élite. El entrenador era Saúl Rivero, y fue el primer título oficial a festejar de locales en el Paladino. en Primera Se mantuvo dos temporadas descendiendo en 2007/08, se destaca en esta edición las victorias ante Peñarol por 3-0 y Nacional 3-1, retornó en 2008-09 a jugar en Segunda y esa temporada fue eliminado en semifinales de los play-off por Atenas de San Carlos (que terminó ascendiendo). Igual situación se da al año siguiente, en este caso con Miramar Misiones.
En la temporada 2010/2011 ocurre el momento más oscuro de Progreso a nivel deportivo de su historia: el club no puede pagar a tiempo y luego de varias gestiones no se le permite competir en el torneo de Segunda División. Para el retorno al año siguiente (Progreso no perdió su plaza en la categoría) se hace cargo del equipo Leonardo Ramos, quien estaba entrenando a la categoría Sub-16. Sumando jugadores del barrio y de divisiones formativas comienza a entrenar un grupo que haría una muy buena primera rueda. Para la segunda rueda retorna Fabián Canobbio, quien sería el gran destacado de la divisional, logrando el ascenso en play-offs luego de eliminar a Plaza Colonia y Miramar Misiones, y finalmente en una infartarte definición a Huracán del Paso de la Arena, duelo que se definió con tiros penales. En Primera, con las bajas sensibles de Canobbio y del propio entrenador Ramos (ambos se fueron a Danubio), Progreso no pudo estabilizarse y sólo se mantuvo una temporada.
El 11 de enero de 2017, Fabián Canobbio fue elegido presidente del Club en las elecciones, siendo el primer (ex) jugador profesional en convertirse en presidente de Progreso. Ese mismo año Progreso volvió a hacerse fuerte en los play-offs y luego de superar a Villa Española, Central Español y Villa Teresa logra regresar a Primera División. En 2018 se mantiene en la principal categoría (es noveno) y en 2019 finaliza cuarto, logrando así clasificar a la Copa Libertadores por tercera vez, pero en esta ocasión en fase previa. El destino quiso que el rival fuera nuevamente Barcelona de Guayaquil, con el mismo resultado de clasificación para los ecuatorianos.
La mala campaña de 2020, condicionó el rendimiento de 2021 y el equipo (a pesar de terminar sexto en el Clausura) terminó descendiendo en la última fecha en una derrota frente a Torque en el Estadio Centenario.
En 2022 encontrándose el Club en segunda División, no pudiendo tener lograr un buen Campeonato en  2.ª categoría, finalizando noveno en dicha competición, pero  contrariamente haciendo una gran campaña en la primera edición de la Copa Uruguay alcanzado a jugar semifinales del torneo de formato de Copa. Eliminando a clubes de la Primera División, como Danubio  por penales, producto de un resultado parcial 2-2 , a Rentistas 3-0 y al Montevideo City Torque por 2-1 en el parque viera.
En 2023 Consigue el ascenso volviendo a Primera para la temporada 2024, tras conseguir el segundo lugar en el Campeonato Uruguayo de Segunda División 2023, consiguiendo 65 puntos en la temporada, apenas un punto abajo de Miramar Misiones .

## Trayectoria
Trayectoria en el Profesionalismo (a partir de 1942):
| Período         | Categoría                             | Nivel                                 | Temporadas                            | Notas resaltantes                                     |
| --------------- | ------------------------------------- | ------------------------------------- | ------------------------------------- | ----------------------------------------------------- |
| 1942-1945       | Primera División "B"                  | 2                                     | 4                                     | Campeón en 1945                                       |
| 1946            | Primera División "A"                  | 1                                     | 1                                     | Desciende                                             |
| 1947-1955       | Primera División "B"                  | 2                                     | 9                                     |                                                       |
| 1956            | Intermedia                            | 3                                     | 1                                     | Campeón                                               |
| 1957-1962       | Primera División "B"                  | 2                                     | 6                                     |                                                       |
| 1963            | Intermedia                            | 3                                     | 1                                     | Campeón                                               |
| 1964-1974       | Primera División "B"                  | 2                                     | 11                                    |                                                       |
| 1975            | Primera División "C"                  | 3                                     | 1                                     | Campeón                                               |
| 1976            | Primera División "B"                  | 2                                     | 1                                     | Desciende                                             |
| 1977-1978       | Primera División "C"                  | 3                                     | 2                                     | Campeón en 1978                                       |
| 1979            | Primera División "B"                  | 2                                     | 1                                     | Campeón                                               |
| 1980-1995       | Primera División "A"                  | 1                                     | 16                                    | Campeón Torneo Competencia 1985 Campeón Uruguayo 1989 |
| 1996-2001       | Segunda División Profesional          | 2                                     | 6                                     | Campeón en 2001                                       |
| 2002            | Primera División Profesional          | 1                                     | 1                                     | Desciende                                             |
| 2003-2006       | Segunda División Profesional          | 2                                     | 4                                     | Campeón en 2006                                       |
| 2006/07-2007/08 | Primera División Profesional          | 1                                     | 2                                     |                                                       |
| 2008/09-2009/10 | Segunda División Profesional          | 2                                     | 2                                     |                                                       |
| 2010/11         | No participó por problemas económicos | No participó por problemas económicos | No participó por problemas económicos | No participó por problemas económicos                 |
| 2011/12         | Segunda División Profesional          | 2                                     | 1                                     | Ascenso por play-off                                  |
| 2012/13         | Primera División Profesional          | 1                                     | 1                                     | Desciende                                             |
| 2013/14-2017    | Segunda División Profesional          | 2                                     | 5                                     | Ascenso por play-off en 2017                          |
| 2018-2021       | Primera División Profesional          | 1                                     | 4                                     |                                                       |
| 2022-2023       | Segunda División Profesional          | 2                                     | 1                                     |                                                       |
| 2024-presente   | Primera División Profesional          | 1                                     | 2                                     | Segundo Ascenso                                       |

## Símbolos

### Escudo y bandera
Con respecto a sus símbolos, el club cuenta con un escudo y una bandera. El formato es bastante similar entre ellas, siendo compuestas por bastones amarillos y rojos y las iniciales "C. A. P." en color rojo, sobre un fondo blanco.

## Uniforme
- Uniforme titular: Camiseta a franjas verticales rojas y amarillas, pantalón negros, medias negras.
- Uniforme alternativo: Camiseta negra con líneas finas rojas y amarillas que hacen notar el fondo negro.

En un principio la camiseta del club era negra con vivos blancos, por la tendencia anarquista de los creadores del club, y luego fue cambiada al color blanco con detalles en negro. Más adelante se adoptó los colores actuales: primero con una casaca de fondo rojo con vivos amarillos y por último, la tradicional: a franjas verticales rojas y amarillas. Estos colores provienen de la Bandera de Cataluña, región española donde se concentraba gran parte de los anarquistas de la época.
El pantalón del club en principio era blanco, luego se cambió a negro y en algunas oportunidades se usaron pantalones rojos. De todas formas, el uniforme más habitual ha sido con pantalón y medias de color negro.

## Estadio
Juega como local en el Estadio Abraham Paladino, inaugurado en 1926. Es propiedad de la Administración Nacional de Puertos (ANP) y le cede el uso del estadio al Club Atlético Progreso, quien se hace cargo de su mantenimiento.
El estadio lleva ese nombre desde 1960, dado en una asamblea de socios del Club Progreso, luego del fallecimiento del asociado Abraham Paladino. Anteriormente fue conocido como Parque Progreso.
Tiene una capacidad de 3200 espectadores, aunque en 2019 el club debió colocar unas gradas desmontables para alcanzar las 5.000 personas y poder recibir a Nacional y Peñarol.
Mural a Nahuel Miranda

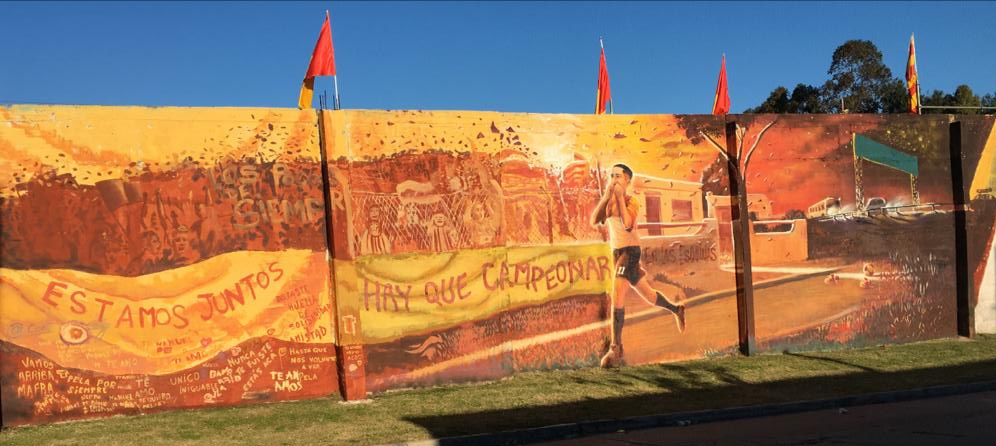
Mural a Nahuel Miranda.

En una de las paredes del Estadio llevan un homenaje a Nahuel Miranda, quien fue un jugador de formativas, asesinado un 26 de julio de 2020.  El juvenil mediocampista de solo 16 años se ha convertido en un símbolo del club y del barrio, su historia y su anhelo por llegar a primera del club, que tanto quería fue lo que llevó a los hinchas y vecinos a hacer un mural en su memoria.

## Comisión directiva 2024-2026
| Cargo               | Nombre                  |
| ------------------- | ----------------------- |
| Presidente          | Sr. Rodrigo Barrenechea |
| Vicepresidente      | Sr. Federico Díaz       |
| Secretario General  | Lic. Bruno Iglesias     |
| Prosecretario       | Lic. Mauro Conti        |
| Secretaria de actas | Mtra. Fernanda Díaz     |
| Tesorero            | Ing. Martín Moreira     |
| Protesorero         | Cr. Enrique Barrenechea |
| Delegado            | Sr. Rafael Iglesias     |
| Vocal               | Sr. Marcelo Guerra      |
| Vocal               | Sr. Adrián Castillo     |
| Vocal               | Lic. Facundo Rodríguez  |

## Datos estadísticos
Datos actualizados para la temporada 2023 inclusive.
- Temporadas en Primera División: 26 (1946 / 1980-1995 / 2002 / 2006/07-2007/08 / 2012/13 / 2018-2021 / 2024-presente)
  - Debut: 1946
  - Mejor puesto en Primera División: Campeón (1989)
- Temporadas en Segunda División: 60 (1932-1945 / 1947-1955 / 1957-1962 / 1964-1974 / 1976 / 1979 / 1996-2001 / 2003-2005/06 / 2008/09-2009/10 / 2011/12 / 2013/14-2017 / 2022-2023)[7]
- Temporadas en Tercera División: 19 (1918-1931 / 1956 / 1963 / 1975 / 1977-1978)

### Participación internacional
- Participaciones en Copa Libertadores: 3 (1987, 1990, 2020).
  - Mejor participación: Octavos de final (1990)
- Participaciones en Copa Sudamericana: 0

## Estadísticas en competiciones internacionales

### Por competencia
| Torneo                       | TJ | PJ | PG | PE | PP | GF | GC | DG | Puntos |
| ---------------------------- | -- | -- | -- | -- | -- | -- | -- | -- | ------ |
| Copa Libertadores de América | 3  | 17 | 4  | 7  | 6  | 21 | 20 | +1 | 19     |
| Total                        | 3  | 17 | 4  | 7  | 6  | 21 | 20 | +1 | 19     |

## Palmarés
| Campeonatos nacionales                       | Campeonatos nacionales | Campeonatos nacionales             |
| Competición nacional                         | Títulos                | Subcampeonatos                     |
| -------------------------------------------- | ---------------------- | ---------------------------------- |
| Campeonato Uruguayo de Primera División (1): | 1989                   |                                    |
| Torneo Competencia (1):                      | 1985                   | 1987                               |
|                                              |                        |                                    |
| Segunda División Profesional de Uruguay (3): | 1945, 1979, 2006       | 1933, 1953, 1958, 1970, 2001, 2023 |
| Torneo Competencia de Segunda División (1):  | 2023                   |                                    |
| Liga Metropolitana Amateur (2):              | 1975, 1978             |                                    |
| Divisional Intermedia (4):                   | 1938, 1939, 1956, 1963 |                                    |

### Torneos internacionales amistosos
- Copa "Los campeones": 2001
- Serie Río de la Plata: 2024